# توكاماتشي (نييغاتا)
مدينة توكاماتشي (بالإنجليزية: Tōkamachi)‏ هي أحد المدن التابعة لمحافظة نييغاتا. تأسست رسميًا في 01/04/2005. ويقدر عدد سكانها بـ 60480 نسمة حسب تقدير مكتب الإحصاء الياباني لعام 2012. تبلغ مساحة توكاماتشي 589.92 كم2. بكثافة سكانية تبلغ 103 نسمة/كم2.

## المناخ
يظهر الجدول التالي التغييرات المناخية على مدار السنة لتوكاماتشي:
| البيانات المناخية لـتوكاماتشي       | البيانات المناخية لـتوكاماتشي | البيانات المناخية لـتوكاماتشي | البيانات المناخية لـتوكاماتشي | البيانات المناخية لـتوكاماتشي | البيانات المناخية لـتوكاماتشي | البيانات المناخية لـتوكاماتشي | البيانات المناخية لـتوكاماتشي | البيانات المناخية لـتوكاماتشي | البيانات المناخية لـتوكاماتشي | البيانات المناخية لـتوكاماتشي | البيانات المناخية لـتوكاماتشي | البيانات المناخية لـتوكاماتشي | البيانات المناخية لـتوكاماتشي |
| الشهر                               | يناير                         | فبراير                        | مارس                          | أبريل                         | مايو                          | يونيو                         | يوليو                         | أغسطس                         | سبتمبر                        | أكتوبر                        | نوفمبر                        | ديسمبر                        | المعدل السنوي                 |
| ----------------------------------- | ----------------------------- | ----------------------------- | ----------------------------- | ----------------------------- | ----------------------------- | ----------------------------- | ----------------------------- | ----------------------------- | ----------------------------- | ----------------------------- | ----------------------------- | ----------------------------- | ----------------------------- |
| متوسط درجة الحرارة الكبرى °م (°ف)   | 3.0 (37.4)                    | 3.7 (38.7)                    | 7.4 (45.3)                    | 15.3 (59.5)                   | 21.8 (71.2)                   | 25.2 (77.4)                   | 28.4 (83.1)                   | 30.4 (86.7)                   | 25.6 (78.1)                   | 19.5 (67.1)                   | 13.1 (55.6)                   | 6.5 (43.7)                    | 16.7 (62.0)                   |
| المتوسط اليومي °م (°ف)              | −0.2 (31.6)                   | 0.0 (32.0)                    | 2.7 (36.9)                    | 9.0 (48.2)                    | 15.5 (59.9)                   | 19.9 (67.8)                   | 23.5 (74.3)                   | 24.9 (76.8)                   | 20.5 (68.9)                   | 14.1 (57.4)                   | 8.0 (46.4)                    | 2.6 (36.7)                    | 11.7 (53.1)                   |
| متوسط درجة الحرارة الصغرى °م (°ف)   | −3.0 (26.6)                   | −3.4 (25.9)                   | −1.2 (29.8)                   | 3.6 (38.5)                    | 10.0 (50.0)                   | 15.6 (60.1)                   | 19.8 (67.6)                   | 20.9 (69.6)                   | 16.6 (61.9)                   | 9.8 (49.6)                    | 3.9 (39.0)                    | −0.4 (31.3)                   | 7.7 (45.8)                    |
| الهطول مم (إنش)                     | 415.2 (16.35)                 | 268.4 (10.57)                 | 179.4 (7.06)                  | 102.1 (4.02)                  | 106.3 (4.19)                  | 141.2 (5.56)                  | 209.9 (8.26)                  | 156.1 (6.15)                  | 171.5 (6.75)                  | 164.9 (6.49)                  | 231.9 (9.13)                  | 349.1 (13.74)                 | 2٬496 (98.27)                 |
| متوسط تساقط الثلوج سم (إنش)         | 417 (164)                     | 308 (121)                     | 175 (69)                      | 39 (15)                       | 1 (0.4)                       | 0 (0)                         | 0 (0)                         | 0 (0)                         | 0 (0)                         | 0 (0)                         | 12 (4.7)                      | 212 (83)                      | 1٬164 (457.1)                 |
| ساعات سطوع الشمس الشهرية            | 55.9                          | 79.4                          | 111.6                         | 166.5                         | 192.4                         | 150.7                         | 153.4                         | 192.5                         | 125.7                         | 125.8                         | 98.7                          | 71.3                          | 1٬523٫9                       |
| المصدر: Japan Meteorological Agency |                               |                               |                               |                               |                               |                               |                               |                               |                               |                               |                               |                               |                               |

## توأمة
لتوكاماتشي (نييغاتا) اتفاقيات توأمة مع:
- كومو

## أعلام
- كوجي تاكاهاشي
- سويتشي شيجنو
- جينشي تاغوشي
- ماسآكي إيزوكا
- هيرويوكي ميازاوا

## روابط خارجية
- الموقع الرسمي لمدينة توكاماتشي نسخة محفوظة 29 يناير 2016 على موقع واي باك مشين.
- مكتب الإحصاءات البريطاني